# Calvin Bassey
Calvin Bassey, né le 31 décembre 1999 à Aoste en Italie, est un footballeur international nigérian qui évolue au poste d'arrière gauche ou défenseur central à Fulham FC. Il possède les nationalités italienne et anglaise.

## Biographie
Calvin Bassey est né en Italie,, dans une famille aux origines nigérianes, rejoignant l'Angleterre lors de sa formation footballistique.

### Carrière en club

#### Formation à Leicester (2015-2020)
Bassey rejoint le centre de formation de Leicester City à l'âge de quinze ans, en 2015. Le 6 juin 2020, Il signe un pré-contrat avec les Rangers,, rejoignant ensuite officiellement le club lors du mercato d'été en juillet,.
Bassey faisait alors figure de cadre de l'équipe de Leicester des moins de 23 ans, étant vraisemblablement proche d'intégrer l'équipe première, mais choisissant par son départ de refuser le premier contrat professionnel qui s'offrait à lui en Angleterre.

#### Débuts à Glasgow (2020-2022)
Bassey fait ses débuts professionnels avec les Rangers le 9 août 2020, lors d'un match de Premiership écossaise contre le Saint Mirren FC aboutissant à une victoire à domicile 3-0 durant laquelle il entre en jeu.
Il connait ensuite sa première titularisation, sur le côté gauche de la défense, le 27 septembre 2020, étant l'auteur d'une performance remarquée lors de cette victoire 5-1 en championnat, dont il joue les 90 minutes,,.
Mais c'est surtout quelque semaines plus tard en Ligue Europa, lors du match contre le Standard de Liège au Stade Maurice-Dufrasne, que le jeune défenseur va attirer sur lui les projecteurs : remplaçant un Borna Barišić blessé à la mi-temps, il multiplie les courses sur son couloir, jouant un rôle important dans cette victoire 0-2 à l'extérieur,,,, dont il est nommé homme du match.

#### Ajax Amsterdam (2022-2023)
Le 20 juillet 2022, il signe un contrat de cinq ans contre 23 millions d’euros en faveur du club hollandais de l'Ajax Amsterdam.

### Carrière en sélection
Du fait de ses origines et des pays où il a grandi, Bassey est éligible avec les sélections de l'Italie, du Nigéria et de l'Angleterre,,.
Des médias nigérians l'annoncent notamment comme proche des sélections du Nigéria,, alors qu'il aurait notamment refusé une convocation en espoirs avec l'Angleterre.
Il est finalement convoqué en équipe du Nigéria pour les matchs d'octobre 2021 contre la République centrafricaine, dans le cadre des éliminatoires de la Coupe du monde de football 2022,.
Le 29 décembre 2023, il est retenu dans la liste des vingt-cinq joueurs nigérians sélectionnés par José Peseiro pour disputer la Coupe d'Afrique des nations 2023.

## Palmarès
| Rangers FC - Premiership écossaise (1) - Champion en 2020-21 - Coupe d'Écosse (1) - Vainqueur en 2022 - Ligue Europa - Finaliste en 2022 |